# Rundstickning

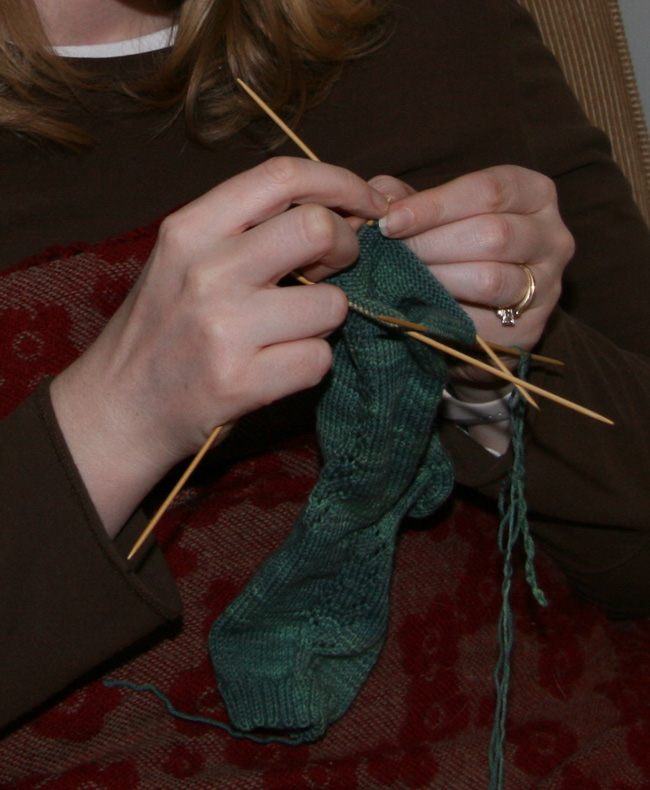
Rundstickning med strumpstickor av trä eller bambu

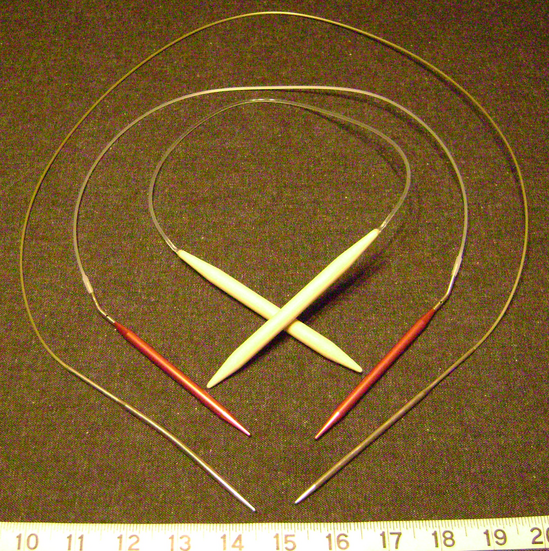
Rundstickor av olika storlekar och material

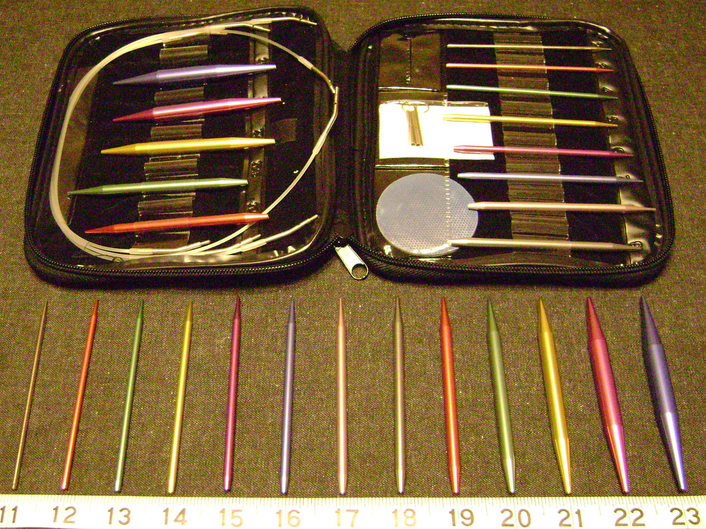
Ett kit med utbytbara rundstickor av metall

Rundstickning är en teknik som används för att sticka ett tubformat alster utan sömmar, till exempel sockor, mössor eller tröjor. I stället för att sticka fram och tillbaka genom att vända stickningen efter varje varv, är stickningen vid rundstickning formad så att den som stickar kan fortsätta på nästa varv utan att flytta eller vända på alstret. Varje varv fortsätter alltså på nästa som i en spiral. 
För att sticka runt kan man antingen använda strumpstickor, det vill säga korta stickor som är spetsiga i båda ändar, eller rundsticka, som är två stickor som hålls ihop av en kabel. Båda finns i olika material och längder för att passa olika användare och användningsområden. Det finns också rundstickor med utbytbara spetsar och kablar som kan kombineras för att få den stickstorlek man behöver. Strumpstickor används som namnet antyder oftast för stickningar med liten omkrets, till exempel för strumpor eller en tröjarm. Rundstickor kan användas för projekt med både liten och stor omkrets, kabeln finns i olika storlekar.